# Прапори та герби суб'єктів Російської Федерації

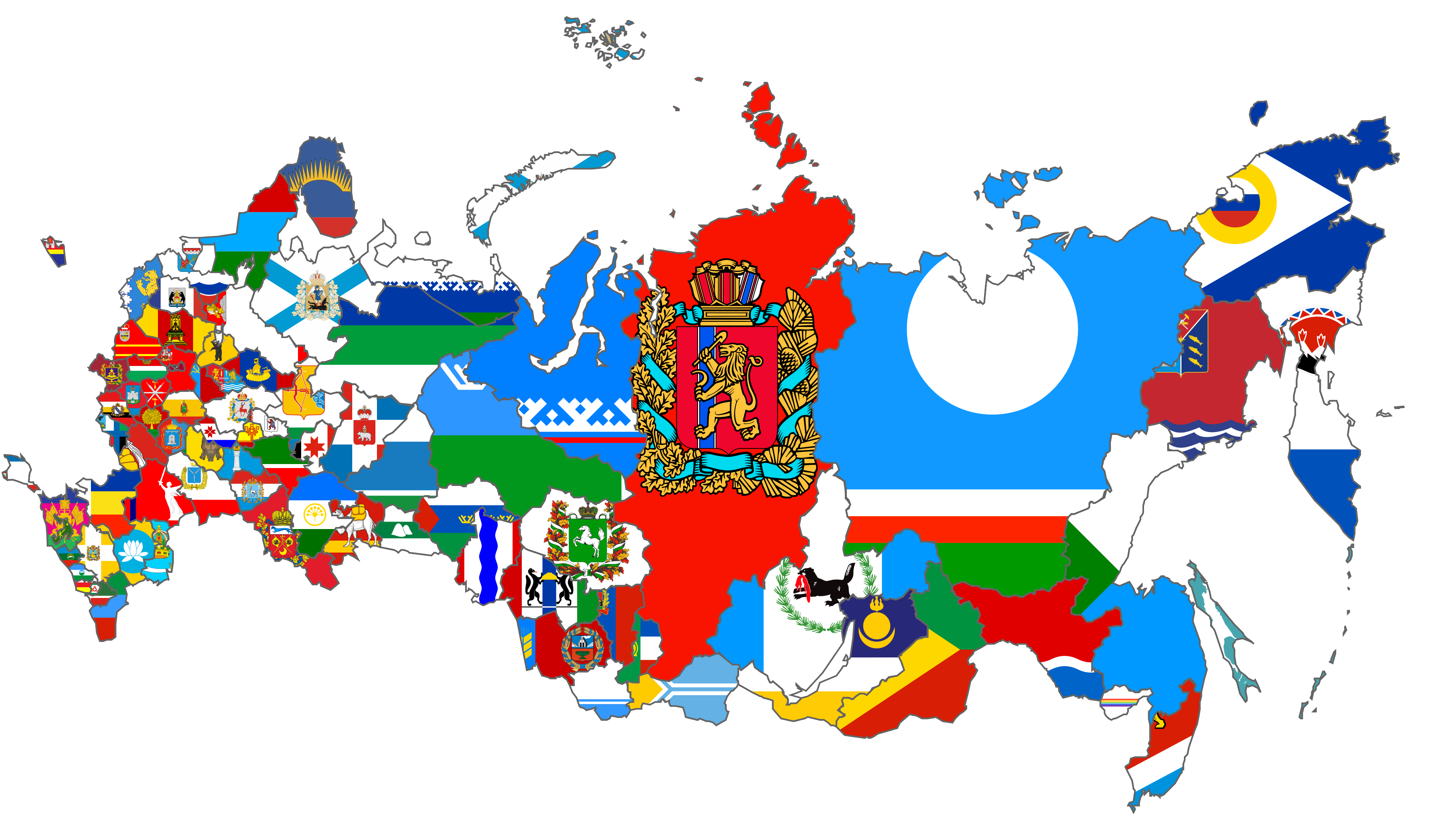
Прапори суб'єктів Російської Федерації вкючно з прапором

## Республіки

Прапор Адигеї
Герб Адигеї
Прапор Алтая
Герб Алтая
Прапор Башкортостану
Герб Башкортостану
Прапор Бурятії
Герб Бурятії
Прапор Дагестану
Герб Дагестану
Прапор Інгушетії
Герб Інгушетії
Прапор Кабардино-Балкарії
Герб Кабардино-Балкарії
Прапор Калмикії
Герб Калмикії
Прапор Карачаєво-Черкесії
Герб Карачаєво-Черкесії
Прапор Карелії
Герб Карелії
Прапор Комі
Герб Комі
Прапор Марій Ел
Герб Марій Ел
Прапор Мордовії
Герб Мордовії
Прапор Північної Осетії
Герб Північної Осетії
Прапор Татарстану
Герб Татарстану
Прапор Туви
Герб Туви
Прапор Удмуртії
Герб Удмуртії
Прапор Хакасії
Герб Хакасії
Прапор Чечні
Герб Чечні
Прапор Чувашії
Герб Чувашії
Прапор Якутії
Герб Якутії

## Краї

Прапор Алтайського краю
Герб Алтайського краю
Прапор Забайкальського краю
Герб Забайкальського краю
Прапор Камчатського краю
Герб Камчатського краю
Прапор Краснодарського краю
Герб Краснодарського краю
Прапор Красноярського краю
Герб Красноярського краю
Прапор Пермського краю
Герб Пермського краю
Прапор Приморського краю
Герб Приморського краю
Прапор Ставропольського краю
Герб Ставропольського краю
Прапор Хабаровського краю
Герб Хабаровського краю

## Області

Прапор Амурської області
Герб Амурської області
Прапор Архангельської області
Герб Архангельської області
Прапор Астраханської області
Герб Астраханської області
Прапор Бєлгородської області
Герб Бєлгородської області
Прапор Брянської області
Герб Брянської області
Прапор Владимирської області
Герб Владимирської області
Прапор Волгоградської області
Герб Волгоградської області
Прапор Вологодської області
Герб Вологодської області
Прапор Воронезької області
Герб Воронезької області
Прапор Івановської області
Герб Івановської області
Прапор Іркутської області
Герб Іркутської області
Прапор Калінінградської області
Герб Калінінградської області
Прапор Калузької області
Герб Калузької області
Прапор Кемеровської області
Герб Кемеровської області
Прапор Кіровської області
Герб Кіровської області
Прапор Костромської області
Герб Костромської області
Прапор Курганської області
Герб Курганської області
Прапор Курської області
Герб Курської області
Прапор Ленінградської області
Герб Ленінградської області
Прапор Липецької області
Герб Липецької області
Прапор Магаданської області
Герб Магаданської області
Прапор Московської області
Герб Московської області
Прапор Мурманської області
Герб Мурманської області
Прапор Нижньогородської області
Герб Нижньогородської області
Прапор Новгородської області
Герб Новгородської області
Прапор Новосибірської області
Герб Новосибірської області
Прапор Омської області
Герб Омської області
Прапор Оренбурзької області
Герб Оренбурзької області
Прапор Орловської області
Герб Орловської області
Прапор Пензенської області
Герб Пензенської області
Прапор Псковської області
Герб Псковської області
Прапор Ростовської області
Герб Ростовської області
Прапор Рязанської області
Герб Рязанської області
Прапор Самарської області
Герб Самарської області
Прапор Саратовської області
Герб Саратовської області
Прапор Сахалінської області
Герб Сахалінської області
Прапор Свердловської області
Герб Свердловської області
Прапор Смоленської області
Герб Смоленської області
Прапор Тамбовської області
Герб Тамбовської області
Прапор Тверської області
Герб Тверської області
Прапор Томської області
Герб Томської області
Прапор Тульської області
Прапор Тюменської області
Герб Тюменської області
Прапор Ульяновської області
Герб Ульяновської області
Прапор Челябінської області
Герб Челябінської області
Прапор Ярославської області
Герб Ярославської області

## Міста федерального значення

Прапор Москви
Герб Москви
Прапор Санкт-Петербурга
Герб Санкт-Петербурга

## Автономна область

Прапор Єврейської автономної області
Герб Єврейської автономної області

## Автономні округи

Прапор Ненецького автономного округу
Герб Ненецького автономного округу
Прапор Ханти-Мансійського автономного округу
Герб Ханти-Мансійського автономного округу
Прапор Чукотського автономного округу
Герб Чукотського автономного округу
Прапор Ямало-Ненецького автономного округу
Герб Ямало-Ненецького автономного округу